# Adrien de Gerlache

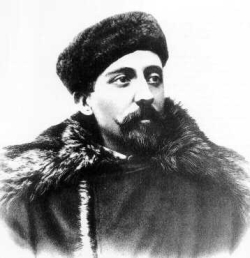
Adrien de Gerlache

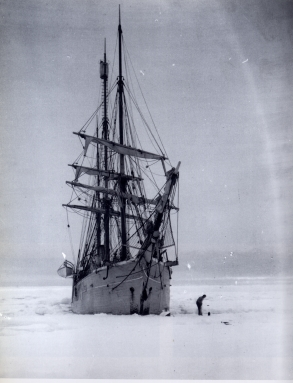
De Belgica

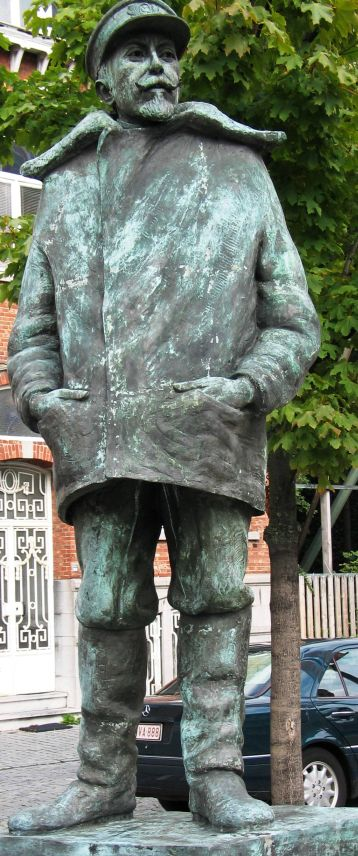
Standbeeld van Adrien de Gerlache op de Groene Boulevard te Hasselt van de hand van Gerard Moonen

Adrien Victor Joseph baron de Gerlache de Gomery (Hasselt, 2 augustus 1866 – Brussel, 4 december 1934) was een Belgische ontdekkingsreiziger en officier in de Belgische Koninklijke Marine. Hij leidde de Belgische Antarctische expeditie van 1897-1899. Zijn gezelschap was het eerste dat overwinterde in het zuidpoolgebied.

## Jeugdjaren
De Gerlache werd geboren in Hasselt als oudste zoon in het gezin van Théophile Adrien Auguste de Gerlache (1832-1901), een telg uit een oud officierengeslacht, en de uit Antwerpen afkomstige Emma-Thérèse Biscops (1842-1940). Het koppel kreeg nog twee kinderen: Gaston (1867-1915) en Louise (1870-1923).
Adrien de Gerlache genoot een opleiding in Brussel, waar hij toegepaste wetenschappen studeerde aan de ULB. De vakanties sleet hij als kajuitjongen aan boord van trans-Atlantische oceaanstomers. Na zijn afstuderen in 1885 ging hij bij de Belgische Marine.
Nadat hij afstudeerde aan de Zeevaartschool te Oostende als eerste luitenant werd hij gelegerd op de Belgique, een hydrografisch schip. Tijdens zijn dienst daar kwam hij met het idee een expeditie naar Antarctica te gaan ondernemen.

## De eerste expeditie
In 1896 kocht De Gerlache het in Noorwegen gebouwde walvisschip Patria, dat na een uitgebreide verbouwing omgedoopt werd tot de Belgica. Met een multinationale bemanning vertrok hij vanuit Antwerpen op 16 augustus 1897. Aan boord was ook Roald Amundsen die als stuurman onbetaald wilde meereizen. De Belgica voer onder de clubwimpel van de RYCB, Royal Yacht Club de Belgique.
In januari 1898 kwam de Belgica aan bij de kust van Grahamland. De Gerlache noemde de straat tussen de Grahamlandkust en westelijker gelegen strook eilanden de Détroit du Belgica, de Belgicastraat. Na het in kaart brengen en naamgeven van enkele eilanden stak de expeditie op 15 februari 1898 de zuidpoolcirkel over.
Op 28 februari 1898 raakte het schip gevangen in het ijs. Hoewel de negentienkoppige bemanning het uit alle macht weer vrij probeerde te krijgen bleef het vastzitten. Ten slotte realiseerden de bemanningsleden zich dat ze de winter op Antarctica zouden moeten doorbrengen. Enkele maanden later, op 17 mei, trad de totale duisternis in, wat zo bleef tot 23 juli. Hierna volgden nog zeven maanden waarin de bemanning vruchteloos probeerde het schip te bevrijden. Verschillende zeelieden vertoonden symptomen van scheurbuik en ook kreeg menig bemanningslid te kampen met mentale problemen.
Uiteindelijk, op 15 februari 1899, konden ze het schip een klein kanaal binnentrekken dat ze de weken ervoor hadden uitgehakt in het ijs. Het duurde bijna een maand om ongeveer elf kilometer af te leggen. Op 14 maart lieten ze het ijs achter zich en op 5 november keerde het schip in Antwerpen terug.
In 1901 werd De Gerlache's boek Quinze Mois dans l'Antarctique uitgegeven. Een jaar later werd het bekroond door de Académie française. Ook de kapitein Georges Lecointe en de Amerikaanse scheepsarts Frederick Cook publiceerden een relaas van de expeditie. Het dagboek van de Noorse stuurman Roald Amundsen werd pas later uitgegeven.
De Belgicastraat werd later hernoemd tot Gerlachestraat om de expeditieleider te eren; ook werd er een geslacht van Antarctische draakvissen, de Gerlachea, naar hem genoemd.

## Later leven
De Gerlache nam deel aan verschillende andere expedities, waaronder:
- een commerciële en wetenschappelijke expeditie naar de Perzische Golf in 1901;
- de Antarctica-expeditie van Jean-Baptiste Charcot, die werd afgeblazen voor het doel in zicht kwam;
- de expeditie naar de Groenlandzee aan boord van de Belgica in 1905;
- de expeditie naar de Barentszzee en de Karazee in 1907, onder leiding van Filips van Orléans (1869-1926), de achterkleinzoon van de laatste Franse koning Lodewijk Filips I (koning van 1830 tot 1848). Aan deze expeditie nam ook de Hasseltse bioloog Louis Stappers deel;
- de expeditie naar Groenland, Spitsbergen en de Frans-Jozefarchipel met de Belgica in 1909;

De Gerlache had twee kinderen bij zijn eerste vrouw, Suzanne Poulet, met wie hij in 1904 trouwde: Philippe (1906) en Marie-Louise (1908). Na het einde van zijn huwelijk in 1913 trouwde De Gerlache met Elisabeth Höjer van Zweden. Bij haar had hij een andere zoon, Gaston de Gerlache, in 1919. In de vijftiger jaren van de twintigste eeuw volgde Gaston in de voetsporen van zijn vader, en nam deel aan een wetenschappelijk experiment in een Belgisch onderzoekstation op Antarctica.
Adrien de Gerlache stierf in Brussel op 4 december 1934. Hij werd bijgezet in het graf van zijn vader luitenant-kolonel Auguste de Gerlache de Gomery (1832-1901) op de begraafplaats van Brussel in Evere (25e weg).

## Wetenswaardig
In Hasselt is er een straat uitgevende op de Boulevard naar de Gerlache genoemd.                      

## Verder lezen
- Jozef Verlinden, Adrien de Gerlache - de biografie (Antwerpen 2022).
- Julian Sancton, Waanzin aan het einde van de aarde; de noodlottige ontdekkingsreis van de Belgica door de donkere Antarctische nacht (2021); oorspronkelijke Amerikaanse titel: Madhouse at the End of the Earth (2021).
- Jolien Janzing, Het tij hoog de maan blauw over de expeditie van Adrien de Gerlache naar Antarctica en zijn vriendschap met de Antwerpse Léonie Osterrieth (2020).
- Johan Lambrechts, Antarctica. Het verhaal van de Belgen op de pool (Antwerpen 2007), tweede herziene editie Antarctica. De Belgen op de pool (Boechout 2011).
- Johan Lambrechts, De eerste winter op de Zuidpool (Antwerpen 2009).
- J. Verlinden, Naar Antarctica. Belgen en Nederlanders op expeditie naar de Zuidpool (Tielt 2009).
- Michel Brent,Antarctica en Belgie (Labor 1997).
- J.Verlinden, Poolnacht.Adrien de Gerlache en de Belgica-expeditie (Tielt 1993).